# أندي هانسن
أندي هانسن (بالإنجليزية: Andy Hansen) هو لاعب كرة قاعدة أمريكي، ولد في 12 نوفمبر 1924 في ليك وورث في الولايات المتحدة، وتوفي بنفس المكان في 2 فبراير 2002.

## وصلات خارجية
- أندي هانسن على موقع دوري كرة القاعدة الرئيسي (الإنجليزية)
- أندي هانسن على موقعبيزبول رفرنس.كوم (الدوري الرئيسي) (الإنجليزية)
- أندي هانسن على موقعبيزبول رفرنس.كوم (الدوري الثانوي) (الإنجليزية)
- أندي هانسن على موقع مشجعي الرسوم البيانية (الإنجليزية)